# 岳世淑
岳世淑（1940年3月—），女，甘肃靖远人，中华人民共和国政治人物，曾任青海省妇女联合会主席，青海省政协副主席，第八届全国人大代表。